# Gnophomyia sagittoides
Gnophomyia sagittoides är en tvåvingeart som beskrevs av Alexander 1951. Gnophomyia sagittoides ingår i släktet Gnophomyia och familjen småharkrankar.
Artens utbredningsområde är Peru. Inga underarter finns listade i Catalogue of Life.